# 다테카와메역
다테카와메역(일본어: 立川目駅)은 일본 이와테현 기타카미시에 위치한 동일본 여객철도 기타카미 선의 철도역이다. 단선 승강장 1면 1선의 구조를 갖춘 지상역이다.

## 역 주변
- 국도 제107호선
- 와가 강

## 역사
- 1963년 5월 15일 : 개업.
- 1987년 4월 1일 : 일본국유철도 분할 민영화에 의해, 동일본 여객철도가 승계.

## 인접 역
| ■ 기타카미 선        | ■ 기타카미 선 | ■ 기타카미 선          |
| -------------------- | ------------- | ---------------------- |
| 후지네 기타카미 방면 | ■ 보통        | 요코카와메 요코테 방면 |